# Le Bouchon-sur-Saulx
Le Bouchon-sur-Saulx település Franciaországban, Meuse megyében. Lakosainak száma 232 fő (2022. január 1.). Le Bouchon-sur-Saulx Dammarie-sur-Saulx, Fouchères-aux-Bois, Ligny-en-Barrois és Ménil-sur-Saulx községekkel határos.

## Népesség
A település népességének változása:
| Lakosok száma | 266  | 275  | 245  | 221  | 250  | 253  | 241  | 239  | 237  | 232  |
|               | 1968 | 1982 | 1990 | 2006 | 2013 | 2015 | 2017 | 2019 | 2020 | 2022 |